# 泰利希
泰利希是德国莱茵兰-普法尔茨州的一个市镇。总面积1.21平方公里，总人口270人，其中男性136人，女性134人（2011年12月31日），人口密度223人/平方公里。